# 퍼프 라슬로
퍼프 라슬로(헝가리어: Papp László, 1926년 3월 25일 ~ 2003년 10월 16일)는 전 헝가리의 권투 선수로, 올림픽 역사상 최초로 하계 올림픽 복싱 3연승을 하기로 유명하였다.

## 아마추어 경력
부다페스트 출신으로 1948년 하계 올림픽에서 미들급 금메달을 획득하고 나서, 1952년과 1956년 하계 올림픽에서 라이트미들급 2연승을 하였다. 아마추어 선수로서 55개의 첫 라운드 KO승을 거두었다.

## 프로 경력
손 부상에 불구하고 1957년 프로로 전향한 퍼프는 미들급으로 승진하였다. 당시 공산주의 국가인 헝가리에서 프로 권투를 허용하지 않자, 훈련을 위해 오스트리아 빈으로 떠났다. 유럽 미들급 타이틀을 위해 크리스 크리스텐센 같은 톱에 들어온 경쟁자들을 꺾고, 미국의 랜디 샌디를 꺾었다.
1964년 세계 선수권 타이틀에 계약을 맺은 후, 헝가리의 공산주의 지도부가 그의 프로 경력을 그에게 출국 비자를 부인하는 데 끝내고 말았다. 링에서 패한 적이 없는 퍼프는 27승 2무승부 무패의 기록으로 15개의 KO승을 거두었다. 77세의 나이로 부다페스트에서 사망하였다.

## 명예
2001년 국제 권투 명예의 전당에 헌액되었다. 1989년 WBC 회장 호세 술라이만은 퍼프에게 "사상 최고의 아마추어 권투와 프로 권투"로서 상을 내렸고, WBC의 명예적 챔피언 지위를 승인하였다.
부다페스트에는 그의 이름을 딴 아이스하키 경기장이자 콘서트 장소인 퍼프 라슬로 스포츠 아레나가 있다.